# Wasit (Irak)

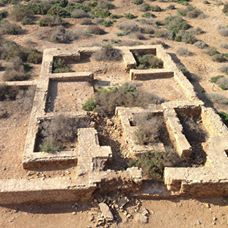
Restos de la ciudad histórica de Wasit.

Wasit o Wāsiṭ (en árabeواسط, "medio") es una localidad de la gobernación de Wasit, al sureste de Kut en el este de Irak.

## Historia
La ciudad fue fundada por el gobernador omeya del Este al-Hajjaj ibn Yusuf en c. 702 primero como campamento militar para tropas sirias en la orilla oeste del río Tigris frente a la histórica ciudad de Kashkar, a medio camino entre Basora y Kufa, de ahí su nombre.
La ciudad medieval tuvo su auge durante el califato omeya, convirtiéndola en un importante centro administrativo del área Este como punto estratégico comercial, militar y de construcción naval. Al-Hajjaj construyó un palacio y la mezquita principal y alentó el riego y el cultivo de la región. Al-Hajjaj murió en Wasit en 714.
El tangerino Ibn Battuta la visitó durante sus viajes y señaló que 'tiene barrios bonitos y abundantes huertos y árboles frutales, y es famosa por sus hombres notables y maestros vivos que imparten lecciones de meditación.
La ciudad empezó a decaer durante el siglo XIII cuando la zona fue devastada por los mongoles y ya definitivamente cuando en algún momento del siglo XV se cambió el curso del río Tigris. Ya un geógrafo turco de principios del siglo XVII describe Wasiṭ como un lugar en medio del desierto.

## Arqueología
Las excavaciones comenzaron en 1936 llegando a la mezquita original de al-Hajjaj, sobre la que se construyeron encima otras dos mezquitas. Estas dos mezquitas, para tener una orientación hacia La Meca, tuvieron una diferente disposición a la más antigua, lo que refuerza que los cálculos de orientaciones fueron diferentes en diferentes períodos. La primera mezquita carecía de mihrab, lo que confirma la evidencia de que los mihrabs empotrados no fueron introducidos hasta los años 707–709. En el lugar se destaca una ornamentada puerta de ladrillo cocido del período selyúcida flanqueada por dos minaretes.

## Lista Tentativa del Patrimonio Mundial
Este sitio fue agregado a la Lista Tentativa del Patrimonio Mundial de la UNESCO el 7 de julio de 2000 en la categoría Cultural.